# Mori (Shizuoka)
Mori (jap. 森町 Mori-chō) – miasto w Japonii, na wyspie Honsiu, w prefekturze Shizuoka. Według danych na rok 2020 miejscowość zamieszkiwało 17 457 mieszkańców , a gęstość zaludnienia wyniosła 130,4 os./km².